# Szczygle
Szczygle – jezioro w woj. zachodniopomorskim, w powiecie wałeckim, w gminie Mirosławiec, leżące na terenie Pojezierza Wałeckiego.

## Dane morfometryczne
Powierzchnia zwierciadła wody według różnych źródeł wynosi od 11,72 ha(lustra wody) przez 12,5 ha przez 12,6 ha do lub 12,86 ha (ogólna).
Zwierciadło wody położone jest na wysokości 110,5 m n.p.m. Średnia głębokość jeziora wynosi 2,7 m, natomiast głębokość maksymalna 4,2 m.

## Hydronimia
Dane z państwowego rejestru nazw geograficznych podają Szczygle jako nazwę tego jeziora. Według spisu opracowanego przez Komisję Nazw Miejscowości i Obiektów Fizjograficznych (KNMiOF) nazwa tego jeziora to Jezioro Hanki. W różnych publikacjach i na mapach topograficznych jezioro to występuje pod nazwą Hanki. W niektórych źródłach wymieniane są też oboczne nazwy tego jeziora:Ceglane lub Setnica. Dane z państwowego rejestru nazw geograficznych podają jako oboczną nazwę: Jezioro Hanki.